# Associazione Calcio Reggiana 1919 2022-2023
Questa voce raccoglie le informazioni riguardanti l'Associazione Calcio Reggiana 1919 nelle competizioni ufficiali della stagione 2022-2023.

## Stagione
La Reggiana anche per la stagione 2022-2023 viene inclusa nel Girone B di Serie C. Viene riconfermato in panchina Aimo Diana, mentre come direttore sportivo viene scelto Roberto Goretti, reduce dall'esperienza a Cosenza. Tra i movimenti di mercato spiccano gli arrivi di Adriano Montalto, Andrea Hirstov, Filippo Nardi, Elvis Kabashi e Abdoul Guiebre, arrivati tutti dalla Serie B. Sul fronte delle cessioni, lasciano Reggio Emilia Luca Zamparo, protagonista con 18 reti nel campionato precedente, che si accasa alla Virtus Entella e Andrea Arrighini che va invece alla Pro Vercelli, oltre ad altre due colonne della Reggiana 2021-22 come Sergio Contessa (che va alla Turris) e Igor Radrezza (al Padova). Il primo impegno ufficiale della stagione, il primo turno di Coppa Italia, viene perso per 3-2 sul campo del Palermo, mentre per quanto riguarda il campionato, l'esordio è in casa, il 4 settembre, contro la Lucchese e viene vinto per 2-1, grazie alla doppietta di Eric Lanini. Nell'impegno successivo di campionato, i Granata incappano nella loro prima sconfitta stagionale in Serie C, venendo sconfitti all'Artemio Franchi dal Siena. Il KO comincia a lasciare, fin dalle prime battute dell'annata, qualche dissapore all'interno dell'ambiente, a partire da una tifoseria non convintissima delle reali possibilità di promozione. Le successive tre gare portano in dote nove punti, frutto di tre successi consecutivi, otto gol fatti e zero subiti. Le malcapitate avversarie sono Aquila Montevarchi (superata agevolmente per 4-0), Alessandria (vittoria per 2-0 al Moccagatta) e la neo-promossa San Donato-Tavarnelle (2-0 al Città del Tricolore) che affrontano una Reggiana lanciatasi così già al primo posto della graduatoria dopo cinque giornate di campionato. Alla sesta giornata, i Granata avrebbero già l'occasione per fare il vuoto alle loro spalle e, per farlo, necessiterebbero dei tre punti contro i piacentini del Fiorenzuola. Forti di quasi 1000 tifosi al loro seguito, i reggiani provano fin dalle prime battute a controllare il gioco, ma il pomeriggio si trasforma ben presto in un incubo. Il Fiorenzuola non concede nulla in difesa e punge ogni volta che passa all'attacco: il passivo finale è di quelli che non si dimenticano facilmente, 0-5. E i malumori che si erano appena placati tornano in maniera importante. Le vittorie contro Ancona (1-0 in casa) e Gubbio (2-1 sull'ostico terreno del Barbetti) fanno tornare il sereno in casa granata, ma il terzo passo falso stagionale, questa volta in casa nel derby emiliano-romagnolo contro il Cesena (0-1 su calcio di rigore con la Reggiana in 10 uomini dal 25' del primo tempo), continua a mantenere tutte le squadre di vertice appiccicate le une alle altre, senza possibilità di fuga. Anche i risultati delle quattro giornate seguenti non sono del tutto esaltanti: con tre pareggi e il solo successo (un rotondo 3-0 casalingo sulla Vis Pesaro) raccolto, i Granata continuano a navigare a cavallo del numeroso drappello di testa, oscillando costantemente tra la seconda e la quarta posizione della graduatoria. Come nota positiva, oltre al solido pareggio esterno per 0-0 contro l'Entella, candidata secondo i bookmakers a rivaleggiare con la Reggiana fino a fine stagione per la promozione diretta, è la buona tenuta del reparto difensivo che, tolto l'1-1 casalingo con il Pontedera, non subisce reti in nessuna delle altre sei gare che separano la squadra dal giro di boa di metà stagione. Il 1º novembre, sempre contro i toscani del Pontedera, la Reggiana gioca anche la sua prima ed unica partita di Coppa Italia di Serie C per la stagione 2022-23. Nel secondo turno della manifestazione, i Granata vengono battuti a domicilio dalla squadra di mister Maraia e abbandonano così il torneo dopo una sola partita. In campionato le cose migliorano a partire dalla vittoriosa trasferta di Sassari contro la Torres. Nonostante la situazione ambientale sempre più pericolante, a partire dalle critiche per le eccessive giornate di squalifica fin lì rimediate e per i paragoni costanti con l'irripetibile annata precedente, Aimo Diana riesce a legittimare la sua posizione alla guida della squadra con una serie di successi che vengono salutati dallo stesso presidente Salerno come fondamentali. Dopo il successo con i rossoblù sardi, infatti, i Granata chiudono alla grande il loro girone d'andata, raccogliendo altre quattro vittorie e un pareggio nelle rimanenti cinque gare prima della ventesima giornata. Con 40 punti, il Club reggiano viene insignito, al giro di boa della stagione, del titolo di "Campione d'Inverno" e mantiene la sua leadership in classifica su Gubbio e Cesena, le due squadre che, durante i primi mesi di campionato, sono sembrate le più qualificate per mettere in difficoltà la compagine granata. Il 2023 dei granata comincia, come sempre succede durante il calciomercato invernale, a cavallo tra il campo e le scrivanie sulle quali, ben presto, arrivano le prime firme dei due nuovi acquisti della Reggiana. Il primo di questi è quello del centrocampista 25enne Andrea Vallocchia, arrivato a titolo definitivo dal Cosenza, dove il direttore sportivo Goretti aveva già avuto modo di conoscerlo. Poco dopo di lui si aggrega alla squadra di mister Diana anche l'esterno d'attacco Christian Capone, arrivato in prestito dall'Atalanta e alla prima esperienza in terza serie dopo aver giocato oltre 100 presenze in Serie B. Sul fronte delle cessioni, invece, lasciano Reggio Emilia: Sonny D'Angelo, che ritorna a titolo definitivo all'Avellino; Martin Turk, che rientra al Parma al termine del suo prestito prima di venire girato alla Sampdoria in Serie A; e il giovane Filippo Orsi che va a mettere minuti nelle gambe scendendo in Serie D, ai bergamaschi del Real Calepina. Per quanto riguarda il campo, l'esordio nel nuovo anno solare è praticamente perfetto: una Reggiana sontuosa annichilisce il Siena con un perentorio 4-0 che inaugura così nel migliore dei modi la seconda parte di stagione al "Città del Tricolore". Dopo altre quattro vittorie consecutive, contro Montevarchi, Alessandria, San Donato e Fiorenzuola, nelle quali la Reggiana subisce soli tre gol, i Granata incappano in una sfortunata sconfitta contro l'Ancona che, trascinata dalla doppietta del sempreverde Federico Melchiorri, interrompe la serie di risultati utili consecutivi (ben sedici) della squadra di Diana. Dopo aver battuto per 3-1 il Gubbio tra le mura amiche, la Reggiana va a vincere lo scontro diretto contro il Cesena allo Stadio Manuzzi per 1-2 (reti di Nardi e Varela), portandosi a +7 sui romagnoli e a +8 sulla Virtus Entella (in rimonta dopo un avvio incerto), ipotecando seriamente la promozione. La domenica successiva i granata lasciano sul campo due punti, costretti al pari casalingo dalla Carrarese (0-0), salvo poi andare a vincere sul campo della Vis Pesaro con un rotondo 0-3. Con il Cesena scivolato a -9, ora è la Virtus Entella la principale antagonista dei granata: i liguri si trovano a -6 ed è proprio in programma lo scontro diretto al Città del Tricolore. La prestazione degli uomini di Diana però non è all'altezza: nonostante l'espulsione di Ramirez, che lascia gli ospiti in 10 già dalla mezz'ora del primo tempo, i granata non entrano mai in partita e perdono per 0-1 (gol di Favale nella ripresa): i Liguri si avvicinano a -3 in classifica e riaprono il campionato. Un aiuto ai granata arriva dal Cesena che, la domenica successiva, travolge con un 4-0 proprio la Virtus Entella e permette alla Reggiana di tornare a +4 a sei giornate dalla fine, grazie allo 0-0 sul campo del Pontedera. La 33ª giornata non cambia le distanze (la Reggiana supera per 1-0 la Torres). Una tappa importante per il campionato granata si rivelerà la successiva trasferta di Rimini: i granata giocano in modo irriconoscibile per 80 minuti e sono sotto 2-0, poi le reti di Varela e Guglielmotti (quest'ultimo in pieno recupero) permettono alla Reggiana di acciuffare un pareggio prezioso per come si erano messe le cose, anche se la Virtus Entella in questo modo si avvicina a -2. Alla 35ª giornata la Reggiana affronta in casa la Recanatese ma, dopo essere passata in vantaggio, si fa raggiungere sull'1-1. Il pareggio consente alla Virtus Entella di agganciare i granata al primo posto con 74 punti: in caso di arrivo in parità, sarebbero i Liguri a conquistare le Serie B grazie agli scontri diretti favorevoli. La Reggiana a questo punto ha bisogno di un passo falso degli avversari per ambire alla promozione diretta e, in effetti, la domenica successiva i Liguri sono fermati sul pari a Lucca (0-0): i granata tornano a +2 grazie al successo casalingo (4-2) contro la Fermana. La penultima giornata vede un calendario sulla carta più favorevole alla Virtus Entella, che gioca in casa contro la Recanatese, mentre i granata affrontano la lunga trasferta di Olbia supportati da circa 1.000 tifosi. Entrambe le squadre chiudono in vantaggio il primo tempo, cosa che rinvierebbe tutto all'ultima giornata ma, nella ripresa a Chiavari, la Recanatese trova il pareggio e a nulla vale l'assalto finale dei padroni di casa, che colpiscono due legni e sbagliano anche un calcio di rigore a tempo quasi scaduto. Al fischio finale, la Reggiana festeggia il ritorno in Serie B a due anni dall'ultima partecipazione. Il campionato poi si chiude con un pareggio casalingo (2-2) contro l'Imolese davanti a quasi 15.000 spettatori nello stadio vestito a festa.

## Divise e sponsor
Per la stagione 2022-2023, la Reggiana viene vestita, per il quarto anno consecutivo, dal marchio bolognese Macron. La maglia casalinga è granata con collo a polo con chiusura a tre bottoni. I bordi manica e il fondo maglia hanno un bordo bianco con una riga dorata. Il corpo anteriore è caratterizzato da una grafica, tono su tono e sublimata, con la scritta ripetuta A.C. Reggiana 1919. Sul petto, in silicone, a destra il Macron Hero, a sinistra lo stemma del club. Nel retrocollo esterno è ricamata in bianco la scritta Reggio Emilia 22-23.  La seconda maglia è bianca con collo a polo con bordi granata e blu navy, stesso abbinamento cromatico presente sui bordi manica e sul fondo maglia. Al centro della maglia sono presenti due bande orizzontali, una granata e una blu navy. Entrambe le maglie sul fianco sinistro hanno una etichetta molto significativa: la prima bandiera Tricolore italiana, quella della Repubblica Cispadana, nata a Reggio Emilia nel 1797.

## Organigramma societario
Area direttiva
- Presidente: Carmelo Salerno
- Presidente Onorario: Romano Amadei
- Vice Presidente: Cesare Roberto
- Vice Presidente: Giuseppe Fico
- Direttore Generale: Vittorio Cattani
- Segretario Generale: Nicola Simonelli
- Responsabile Settore Giovanile: Marco Amaranti

Area comunicazione e marketing
- Addetto Stampa: Marcello Tosi

Area sportiva
- Direttore sportivo: Roberto Goretti
- Direttore sportivo attività di base: Roberto Ferrari
- Direttore sportivo settore giovanile femminile: Fabio Crespo
- Team Manager: Michele Malpeli
- Responsabile Scouting: Simone Rossi

Area tecnica
- Allenatore: Aimo Diana
- Vice Allenatore: Alessio Baresi
- Preparatore atletico: Esteban Anitua
- Preparatore dei Portieri: Marco Bizzarri
- Magazziniere: Matteo Ferri, Roberto Tarrachini

Area sanitaria
- Responsabile Sanitaria: Monica Celi
- Recupero infortuni: Alessandro Spaggiari
- Fisioterapisti:Nicolò Rinaldi, Filippo Torricelli

## Rosa
Aggiornata al 22 gennaio 2023.
I giocatori scritti in corsivo sono stati ceduti dal Club durante il mercato invernale.
| N. |                          | Ruolo | Calciatore                    |
| -- | ------------------------ | ----- | ----------------------------- |
| 1  | Italia (bandiera)        | P     | Matteo Voltolini              |
| 3  | Italia (bandiera)        | D     | Cristian Cauz                 |
| 4  | Italia (bandiera)        | D     | Paolo Rozzio (capitano)       |
| 5  | Italia (bandiera)        | C     | Fausto Rossi                  |
| 6  | Italia (bandiera)        | C     | Andrea Vallocchia             |
| 7  | Italia (bandiera)        | A     | Marco Rosafio                 |
| 8  | Italia (bandiera)        | C     | Luca Cigarini (vice capitano) |
| 10 | Italia (bandiera)        | A     | Eric Lanini                   |
| 11 | Italia (bandiera)        | A     | Jacopo Pellegrini             |
| 15 | Italia (bandiera)        | D     | Riccardo Fiamozzi             |
| 16 | Italia (bandiera)        | D     | Alessio Luciani               |
| 17 | Italia (bandiera)        | D     | Lorenzo Libutti               |
| 18 | Guinea-Bissau (bandiera) | A     | Muhamed Varela Djamanca       |
| 19 | Burkina Faso (bandiera)  | C     | Abdoul Guiebre                |
| 21 | Italia (bandiera)        | C     | Mattia Muroni                 |

| N. |                     | Ruolo | Calciatore          |
| -- | ------------------- | ----- | ------------------- |
| 22 | Italia (bandiera)   | P     | Giacomo Venturi     |
| 23 | Italia (bandiera)   | D     | Giuliano Laezza     |
| 24 | Italia (bandiera)   | C     | Filippo Nardi       |
| 26 | Italia (bandiera)   | D     | Michele Cremonesi   |
| 27 | Italia (bandiera)   | C     | Sonny D'Angelo      |
| 28 | Italia (bandiera)   | A     | Christian Capone    |
| 29 | Italia (bandiera)   | C     | Filippo Orsi        |
| 32 | Italia (bandiera)   | A     | Adriano Montalto    |
| 33 | Italia (bandiera)   | D     | Manuel Nicoletti    |
| 44 | Italia (bandiera)   | D     | Davide Guglielmotti |
| 55 | Bulgaria (bandiera) | D     | Andrea Hristov      |
| 65 | Italia (bandiera)   | D     | Denis Chiesa        |
| 77 | Albania (bandiera)  | C     | Elvis Kabashi       |
| 88 | Italia (bandiera)   | C     | Daniele Sciaudone   |
| 99 | Slovenia (bandiera) | P     | Martin Turk         |

## Calciomercato

### Sessione estiva (dal 01/07 al 31/08)
| Acquisti         | Acquisti                | Acquisti    | Acquisti                         |
| R.               | Nome                    | da          | Modalità                         |
| ---------------- | ----------------------- | ----------- | -------------------------------- |
| P                | Martin Turk             | Parma       | prestito                         |
| D                | Andrea Hristov          | Cosenza     | prestito con diritto di riscatto |
| D                | Manuel Nicoletti        | Crotone     | definitivo                       |
| C                | Abdoul Guiebre          | Modena      | prestito                         |
| C                | Elvis Kabashi           | Como        | definitivo                       |
| C                | Filippo Nardi           | Cremonese   | prestito con diritto di riscatto |
| A                | Adriano Montalto        | Reggina     | prestito con obbligo di riscatto |
| A                | Muhamed Varela Djamanca | Gladiator   | definitivo                       |
| A                | Jacopo Pellegrini       | Sassuolo    | prestito                         |
| Altre operazioni |                         |             |                                  |
| R.               | Nome                    | da          | Modalità                         |
| D                | Denis Chiesa            | Montevarchi | fine prestito                    |
| A                | Daniele Sorrentino      | Montevarchi | fine prestito                    |

| Cessioni         | Cessioni            | Cessioni         | Cessioni   |
| R.               | Nome                | a                | Modalità   |
| ---------------- | ------------------- | ---------------- | ---------- |
| P                | Alessandro Marconi  | Lentigione       | definitivo |
| P                | Stefano Russo       |                  | svincolato |
| D                | Agostino Camigliano | Cosenza          | definitivo |
| D                | Sergio Contessa     | Turris           | definitivo |
| C                | Lorenzo Del Pinto   | Potenza          | definitivo |
| C                | Antonio Porcino     |                  | svincolato |
| C                | Igor Radrezza       | Padova           | definitivo |
| A                | Andrea Arrighini    | Pro Vercelli     | prestito   |
| A                | Samuele Neglia      | Audace Cerignola | definitivo |
| A                | Stefano Scappini    |                  | svincolato |
| A                | Daniele Sorrentino  | Renate           | definitivo |
| A                | Luca Zamparo        | Virtus Entella   | definitivo |
| Altre operazioni |                     |                  |            |
| R.               | Nome                | a                | Modalità   |

### Sessione invernale (dal 2/1 al 31/1)
| Acquisti | Acquisti           | Acquisti   | Acquisti      |
| R.       | Nome               | da         | Modalità      |
| -------- | ------------------ | ---------- | ------------- |
| C        | Andrea Vallocchia  | Cosenza    | definitivo    |
| D        | Riccardo Fiamozzi  | definitivo |               |
| A        | Christian Capone   | Atalanta   | prestito      |
| P        | Alessandro Marconi | Lentigione | fine prestito |

| Cessioni | Cessioni       | Cessioni      | Cessioni      |
| R.       | Nome           | a             | Modalità      |
| -------- | -------------- | ------------- | ------------- |
| C        | Sonny D'Angelo | Avellino      | definitivo    |
| D        | Filippo Orsi   | Real Calepina | prestito      |
| P        | Martin Turk    | Parma         | fine prestito |

## Risultati

### Serie C

#### Girone di andata
| Arbitro: | Ancora (Roma) |

|                       |           |                 |
| Lanini 9’, 33’ (rig.) | Marcatori | 11’ Rizzo Pinna |

| Arbitro: | Di Marco (Ciampino) |

|             |           |  |
| Disanto 52’ | Marcatori |  |

| Arbitro: | Taricone (Perugia) |

|                                                   |           |  |
| Pellegrini 35’ Lanini 45+4’, 55’ Guglielmotti 88’ | Marcatori |  |

| Arbitro: | Collu (Cagliari) |

|  |           |                            |
|  | Marcatori | 40’ Nardi 90+4’ Pellegrini |

| Arbitro: | Gemelli (Messina) |

|                                 |           |  |
| Montalto 50’ Gorelli 67’ (aut.) | Marcatori |  |

| Arbitro: | Andreano (Prato) |

|                                                    |           |  |
| Morello 19’, 26’ Sartore 35’ Oneto 67’ Di Gesù 88’ | Marcatori |  |

| Arbitro: | Rinaldi (Bassano del Grappa) |

|                      |           |  |
| Simonetti 12’ (aut.) | Marcatori |  |

| Arbitro: | Galipò (Firenze) |

|                    |           |                          |
| Mbakogu 84’ (rig.) | Marcatori | 22’ (rig.), 32’ Montalto |

| Arbitro: | Fiero (Pistoia) |

|  |           |                    |
|  | Marcatori | 50’ (rig.) Corazza |

| Arbitro: | Di Graci (Como) |

|                  |           |           |
| D'Ambrosio 90+6’ | Marcatori | 52’ Nardi |

| Arbitro: | Di Francesco (Ostia Lido) |

|                              |           |  |
| Guiebre 7’ Montalto 74’, 78’ | Marcatori |  |

| Chiavari 5 novembre 2022, ore 21:00 CET 12ª giornata | Virtus Entella | 0 – 0 referto | Reggiana | Stadio Comunale (2 185 spett.)\| Arbitro: \| Saia (Palermo) \| |
| Arbitro:                                             | Saia (Palermo) |               |          |                                                                |

| Arbitro: | Catanoso (Reggio Calabria) |

|              |           |             |
| Montalto 25’ | Marcatori | 8’ Catanese |

| Arbitro: | Maggio (Lodi) |

|  |           |                             |
|  | Marcatori | 70’ Pellegrini 87’ Montalto |

| Arbitro: | Tremolada (Monza) |

|                                |           |  |
| Montalto 20’ Lanini 61’ (rig.) | Marcatori |  |

| Arbitro: | Caldera (Como) |

|  |           |                       |
|  | Marcatori | 87’ (rig.) Pellegrini |

| Arbitro: | Cavaliere (Paola) |

|  |           |                                                       |
|  | Marcatori | 14’ (rig.) Rosafio 18’ (rig.) Montalto 57’ Pellegrini |

| Reggio Emilia 10 dicembre 2022, ore 14:30 CET 18ª giornata | Reggiana             | 0 – 0 referto | Olbia | Stadio Città del Tricolore (5 060 spett.)\| Arbitro: \| Costanza (Agrigento) \| |
| Arbitro:                                                   | Costanza (Agrigento) |               |       |                                                                                 |

| Arbitro: | Pascarella (Nocera Inferiore) |

|  |           |               |
|  | Marcatori | 33’ Cremonesi |

#### Girone di ritorno
| Arbitro: | Monaldi (Macerata) |

|  |           |                     |
|  | Marcatori | 76’ Varela Djamanca |

| Arbitro: | Giordano (Novara) |

|                                                    |           |  |
| Muroni 33’ Pellegrini 45+1’ Kabashi 70’ Lanini 81’ | Marcatori |  |

| Arbitro: | Scatena (Avezzano) |

|             |           |                 |
| Gennari 89’ | Marcatori | 6’, 74’ Kabashi |

| Arbitro: | Frascaro (Firenze) |

|                                      |           |                               |
| Lanini 2’ Laezza 9’ Guglielmotti 15’ | Marcatori | 7’ Galeandro 44’ (rig.) Sylla |

| Arbitro: | Centi (Terni) |

|  |           |                                               |
|  | Marcatori | 14’ (aut.) Cardelli 54’ Pellegrini 67’ Laezza |

| Arbitro: | Marotta (Sapri) |

|                           |           |  |
| Pellegrini 12’ Lanini 25’ | Marcatori |  |

| Arbitro: | Panettella (Bari) |

|                       |           |            |
| Melchiorri 18’ (rig.) | Marcatori | 9’ Hristov |

| Arbitro: | Di Marco (Ciampino) |

|                                                  |           |               |
| Pellegrini 5’ Lanini 8’ (rig.) Bonini 50’ (aut.) | Marcatori | 63’ Bulevardi |

| Arbitro: | Nicolini (Brescia) |

|                  |           |                               |
| Mustacchio 90+2’ | Marcatori | 43’ Nardi 84’ Varela Djamanca |

| Reggio Emilia 26 febbraio 2023, ore 14:30 CET 29ª giornata | Reggiana          | 0 – 0 | Carrarese | Stadio Città del Tricolore (5 581 spett.)\| Arbitro: \| Scarpa (Collegno) \| |
| Arbitro:                                                   | Scarpa (Collegno) |       |           |                                                                              |

| Arbitro: | Maggio (Lodi) |

|  |           |                                         |
|  | Marcatori | 27’ Cauz 78’ Rozzio 83’ Varela Djamanca |

| Arbitro: | Tremolada (Monza) |

|  |           |            |
|  | Marcatori | 67’ Favale |

| Pontedera 14 marzo 2023, ore 20:30 CET 32ª giornata | Pontedera          | 0 – 0 referto | Reggiana | Stadio Ettore Mannucci\| Arbitro: \| Scatena (Avezzano) \| |
| Arbitro:                                            | Scatena (Avezzano) |               |          |                                                            |

| Arbitro: | Pascarella (Nocera Inferiore) |

|             |           |  |
| Kabashi 63’ | Marcatori |  |

| Arbitro: | Monaldi (Macerata) |

|                            |           |                                        |
| Santini 45+4’ Delcarro 76’ | Marcatori | 83’ Varela Djamanca 90+3’ Guglielmotti |

| Arbitro: | Turrini (Firenze) |

|             |           |             |
| Kabashi 13’ | Marcatori | 85’ Alfieri |

| Arbitro: | Galipò (Firenze) |

|                                                  |           |                            |
| Nardi 6’, 32’ J. Pellegrini 75’ Guglielmotti 85’ | Marcatori | 57’ Maggio 78’ Fischnaller |

| Arbitro: | Di Marco (Ciampino) |

|             |           |                     |
| Ragatzu 37’ | Marcatori | 2’ Cauz 41’ Guiebre |

| Arbitro: | Zanotti (Rimini) |

|                                   |           |                      |
| Guglielmotti 1’ Lanini 20’ (rig.) | Marcatori | 23’ Zanon 51’ Zanini |

### Coppa Italia Serie C

#### Turni eliminatori
| Arbitro: | Mirabella (Napoli) |

|  |           |           |
|  | Marcatori | 27’ Somma |

### Coppa Italia

#### Turni eliminatori
| Arbitro: | Rutella (Enna) |

|                             |           |                                 |
| Brunori 3’, 40’, 80’ (rig.) | Marcatori | 57’ (rig.) Rosafio 88’ D'Angelo |

### Supercoppa Serie C
| Arbitro: | Centi (Terni) |

|                                           |           |                  |
| Pittarello 9’ Zennaro 15’ Siligardi 90+3’ | Marcatori | 57’ Guglielmotti |

| Arbitro: | Cherchi (Carbonia) |

|                                      |           |                         |
| J. Pellegrini 32’ (rig.) Rosafio 58’ | Marcatori | 20’ Biasci 29’ Iemmello |

## Statistiche

### Statistiche di squadra
Dati aggiornati al 7 marzo 2023.
| Competizione         | Punti | In casa | In casa | In casa | In casa | In casa | In casa | In trasferta | In trasferta | In trasferta | In trasferta | In trasferta | In trasferta | Totale | Totale | Totale | Totale | Totale | Totale | DR  |
| Competizione         | Punti | G       | V       | N       | P       | Gf      | Gs      | G            | V            | N            | P            | Gf           | Gs           | G      | V      | N      | P      | Gf     | Gs     | DR  |
| -------------------- | ----- | ------- | ------- | ------- | ------- | ------- | ------- | ------------ | ------------ | ------------ | ------------ | ------------ | ------------ | ------ | ------ | ------ | ------ | ------ | ------ | --- |
| Serie C              | 77    | 18      | 12      | 4       | 2       | 33      | 10      | 18           | 11           | 4            | 3            | 26           | 14           | 36     | 23     | 8      | 5      | 59     | 24     | +35 |
| Coppa Italia Serie C | -     | 1       | 0       | 0       | 1       | 0       | 1       | 0            | 0            | 0            | 0            | 0            | 0            | 1      | 0      | 0      | 1      | 0      | 1      | -1  |
| Coppa Italia         | -     | 0       | 0       | 0       | 0       | 0       | 0       | 1            | 0            | 0            | 1            | 2            | 3            | 1      | 0      | 0      | 1      | 2      | 3      | -1  |
| Totale               | 77    | 19      | 12      | 4       | 3       | 33      | 11      | 19           | 11           | 4            | 4            | 28           | 17           | 38     | 23     | 8      | 7      | 61     | 28     | +33 |

| Giornata  | 1 | 2 | 3 | 4 | 5 | 6 | 7 | 8 | 9 | 10 | 11 | 12 | 13 | 14 | 15 | 16 | 17 | 18 | 19 | 20 | 21 | 22 | 23 | 24 | 25 | 26 | 27 | 28 | 29 | 30 | 31 | 32 | 33 | 34 | 35 | 36 | 37 | 38 |
| --------- | - | - | - | - | - | - | - | - | - | -- | -- | -- | -- | -- | -- | -- | -- | -- | -- | -- | -- | -- | -- | -- | -- | -- | -- | -- | -- | -- | -- | -- | -- | -- | -- | -- | -- | -- |
| Luogo     | C | T | C | T | C | T | C | T | C | T  | C  | T  | C  | T  | C  | T  | T  | C  | T  | T  | C  | T  | C  | T  | C  | T  | C  | T  | C  | T  | C  | T  | C  | T  | C  | C  | T  | C  |
| Risultato | V | P | V | V | V | P | V | V | P | N  | V  | N  | N  | V  | V  | V  | V  | N  | V  | V  | V  | V  | V  | V  | V  | P  | V  | V  | N  | V  | P  | N  | V  | N  | N  | V  | V  |    |
| Posizione | 3 | 9 | 5 | 4 | 1 | 5 | 3 | 2 | 2 | 3  | 3  | 4  | 4  | 1  | 1  | 1  | 1  | 1  | 1  | 1  | 1  | 1  | 1  | 1  | 1  | 1  | 1  | 1  | 1  | 1  | 1  | 1  | 1  | 1  | 2  | 1  | 1  | 1  |

Legenda:

Luogo: C = Casa; T = Trasferta. Risultato: V = Vittoria; N = Pareggio; P = Sconfitta.

### Statistiche dei giocatori
In corsivo i giocatori ceduti durante la sessione invernale.
| Giocatore          | Serie C  | Serie C | Serie C     | Serie C    | Coppa Italia | Coppa Italia | Coppa Italia | Coppa Italia | Coppa Italia Serie C | Coppa Italia Serie C | Coppa Italia Serie C | Coppa Italia Serie C | Totale   | Totale | Totale      | Totale     |
| Giocatore          | Presenze | Reti    | Ammonizioni | Espulsioni | Presenze     | Reti         | Ammonizioni  | Espulsioni   | Presenze             | Reti                 | Ammonizioni          | Espulsioni           | Presenze | Reti   | Ammonizioni | Espulsioni |
| ------------------ | -------- | ------- | ----------- | ---------- | ------------ | ------------ | ------------ | ------------ | -------------------- | -------------------- | -------------------- | -------------------- | -------- | ------ | ----------- | ---------- |
| C. Capone          | 7        | 0       | 2           | 0          | 0            | 0            | 0            | 0            | 0                    | 0                    | 0                    | 0                    | 7        | 0      | 2           | 0          |
| C. Cauz            | 24       | 2       | 2           | 0          | 1            | 0            | 0            | 0            | 1                    | 0                    | 0                    | 0                    | 26       | 2      | 2           | 0          |
| D. Chiesa          | 1        | 0       | 0           | 0          | 0            | 0            | 0            | 0            | 0                    | 0                    | 0                    | 0                    | 1        | 0      | 0           | 0          |
| L. Cigarini        | 16       | 0       | 5           | 0          | 0            | 0            | 0            | 0            | 0                    | 0                    | 0                    | 0                    | 16       | 0      | 5           | 0          |
| M. Cremonesi       | 12       | 1       | 5           | 0          | 0            | 0            | 0            | 0            | 0                    | 0                    | 0                    | 0                    | 12       | 1      | 5           | 0          |
| S. D'Angelo        | 13       | 0       | 2           | 0          | 1            | 1            | 0            | 0            | 1                    | 0                    | 0                    | 0                    | 15       | 1      | 2           | 0          |
| R. Fiamozzi        | 12       | 0       | 0           | 0          | 0            | 0            | 0            | 0            | 0                    | 0                    | 0                    | 0                    | 12       | 0      | 0           | 0          |
| D. Guglielmotti    | 27       | 5       | 5           | 0          | 1            | 0            | 0            | 0            | 0                    | 0                    | 0                    | 0                    | 28       | 5      | 5           | 0          |
| A. Guiebre         | 34       | 2       | 6           | 0          | 0            | 0            | 0            | 0            | 1                    | 0                    | 0                    | 0                    | 35       | 2      | 6           | 0          |
| A. Hristov         | 10       | 1       | 0           | 1          | 0            | 0            | 0            | 0            | 0                    | 0                    | 0                    | 0                    | 10       | 1      | 0           | 1          |
| E. Kabashi         | 30       | 5       | 7           | 1          | 0            | 0            | 0            | 0            | 1                    | 0                    | 0                    | 0                    | 31       | 5      | 7           | 1          |
| G. Laezza          | 25       | 2       | 4           | 2          | 1            | 0            | 1            | 0            | 1                    | 0                    | 0                    | 0                    | 27       | 2      | 5           | 2          |
| E. Lanini          | 37       | 10      | 2           | 0          | 0            | 0            | 0            | 0            | 1                    | 0                    | 0                    | 0                    | 38       | 10     | 2           | 0          |
| L. Libutti         | 17       | 0       | 2           | 0          | 1            | 0            | 0            | 0            | 1                    | 0                    | 0                    | 0                    | 19       | 0      | 2           | 0          |
| A. Luciani         | 31       | 0       | 7           | 0          | 1            | 0            | 0            | 0            | 1                    | 0                    | 0                    | 0                    | 33       | 0      | 7           | 0          |
| A. Montalto        | 22       | 9       | 0           | 1          | 0            | 0            | 0            | 0            | 0                    | 0                    | 0                    | 0                    | 22       | 9      | 0           | 1          |
| M. Varela Djamanca | 25       | 4       | 0           | 0          | 1            | 0            | 0            | 0            | 0                    | 0                    | 0                    | 0                    | 26       | 4      | 0           | 0          |
| M. Muroni          | 24       | 1       | 2           | 0          | 1            | 0            | 0            | 0            | 1                    | 0                    | 0                    | 0                    | 26       | 1      | 2           | 0          |
| F. Nardi           | 37       | 5       | 6           | 0          | 0            | 0            | 0            | 0            | 1                    | 0                    | 1                    | 0                    | 38       | 5      | 7           | 0          |
| M. Nicoletti       | 5        | 0       | 1           | 0          | 0            | 0            | 0            | 0            | 0                    | 0                    | 0                    | 0                    | 5        | 0      | 1           | 0          |
| F. Orsi            | 1        | 0       | 0           | 0          | 0            | 0            | 0            | 0            | 1                    | 0                    | 0                    | 0                    | 2        | 0      | 0           | 0          |
| J. Pellegrini      | 35       | 10      | 4           | 0          | 1            | 0            | 0            | 0            | 1                    | 0                    | 0                    | 0                    | 37       | 10     | 4           | 0          |
| M. Rosafio         | 29       | 1       | 4           | 0          | 1            | 1            | 1            | 0            | 0                    | 0                    | 0                    | 0                    | 30       | 2      | 5           | 0          |
| F. Rossi           | 27       | 0       | 7           | 0          | 1            | 0            | 0            | 0            | 1                    | 0                    | 0                    | 0                    | 29       | 0      | 7           | 0          |
| P. Rozzio          | 29       | 1       | 3           | 1          | 1            | 0            | 0            | 0            | 0                    | 0                    | 0                    | 0                    | 30       | 1      | 3           | 1          |
| D. Sciaudone       | 14       | 0       | 4           | 0          | 1            | 0            | 0            | 0            | 1                    | 0                    | 0                    | 0                    | 16       | 0      | 4           | 0          |
| D. Sorrentino      | 0        | 0       | 0           | 0          | 1            | 0            | 1            | 0            | 0                    | 0                    | 0                    | 0                    | 1        | 0      | 1           | 0          |
| M. Turk            | 8        | -5      | 2           | 0          | 1            | -3           | 0            | 0            | 1                    | -1                   | 0                    | 0                    | 10       | -9     | 2           | 0          |
| A. Vallocchia      | 15       | 0       | 0           | 0          | 0            | 0            | 0            | 0            | 0                    | 0                    | 0                    | 0                    | 15       | 0      | 0           | 0          |
| G. Venturi         | 28       | -17     | 1           | 0          | 0            | -0           | 0            | 0            | 0                    | -0                   | 0                    | 0                    | 28       | -17    | 1           | 0          |
| M. Voltolini       | 2        | -5      | 0           | 0          | 0            | 0            | 0            | 0            | 0                    | 0                    | 0                    | 0                    | 2        | -5     | 0           | 0          |